# 689-es busz
A 689-es jelzésű elővárosi autóbusz Budapest, Kelenföld vasútállomás és Szigethalom, autóbusz-állomás között közlekedik, a MÁV Személyszállítási Zrt. üzemeltetésében. A viszonylat Budapest közigazgatási határán belül Budapest-bérlettel igénybe vehető. Kiegészítő járata 691-es jelzéssel a Leshegy Ipari Park érintésével jár, Lakihegyet nem érinti.

## Története
Korábban 2615-ös számú helyi gyorsjáratként közlekedett. 2007. december 9-től ez a vonal is megkapta – a 800-as járatok után – a háromjegyű számozást, a budapesti egyesített bérlettel igénybe lehetett venni. 2012-ben a 689-es buszt megszüntették.
2014. szeptember 15-én Budapest, Kelenföld vasútállomás és Szigethalom, autóbusz-állomás között indult újra, közvetlen kapcsolatot teremtve munkanapokon az M4-es metróhoz. 2015. június 16-ától érinti a Bikás park és a Fehérvári út megállóhelyeket, 2015. december 13. óta pedig Szigetszentmiklóst is. 2018. július 11. és szeptember 14. között a Massányi Károly úti útépítési munkálatok miatt terelt útvonalon közlekedett, nem érintette a Gát utca és a Cseresznyés utca megállót, helyette az Áruházi bekötőútnál állt meg, majd innen a Csepeli elkerülő úton és a Csepel-szigeti gerincúton haladt tovább.
2022. december 11-étől a viszonylat minden nap közlekedik.

## Megállóhelyei
| 0                                                  | Budapest, Kelenföld vasútállomás végállomás | 44 | 1, 19, 49 8E, 40, 40B, 40E, 53, 58, 87, 87A, 88, 88A, 101B, 101E, 108E, 141, 150, 150B, 153, 154, 172, 173, 187, 188, 188E, 250, 250B, 251, 251A, 251E, 272 691, 710, 712, 715, 720, 722, 724, 725, 727, 732, 734, 735, 736, 760, 762, 763, 767, 770, 774, 775, 778, 779, 798, 799 S10 G10 S12 S30 G30 Z30 S34 S35 S36 S40 G40 Z40 S42 Z42 G43 G44 IC, EC, EN, sebesvonat, gyorsvonat, expresszvonat, P+R |
| 3                                                  | Budapest, Bikás park                        | 41 | 1 7, 58, 114, 153, 213, 214 691 |
| 5                                                  | Budapest, Etele út / Fehérvári út           | 39 | 1, 17, 41, 47, 48, 56 213 691 |
| 18                                                 | Budapest, Növény utca                       | 26 | 138 691 |
| Budapest–Szigetszentmiklós közigazgatási határa    |                                             |    | |
| 23                                                 | Szigetszentmiklós, Gát utca                 | 20 | 38, 38A, 238, 279, 279B, 280, 280B 690 |
| 25                                                 | Szigetszentmiklós, Cseresznyés utca         | 18 | 38, 38A, 238, 279, 279B 690 |
| 31                                                 | Szigetszentmiklós, Szabadság utca           | 12 | 38, 238, 278, 279, 279B, 280, 280B 691 |
| 35                                                 | Szigetszentmiklós, Városháza                | 8  | 38, 238, 279, 279B, 280, 280B 672, 673, 674, 675, 676, 678, 682, 683, 684, 691 |
| 38                                                 | Szigetszentmiklós, József Attila utca       | 5  | 38, 238, 279, 279B, 280, 280B 672, 673, 674, 675, 676, 691 |
| Szigetszentmiklós–Szigethalom közigazgatási határa |                                             |    | |
| 43                                                 | Szigethalom, autóbusz-állomás végállomás    | 0  | 660, 661, 663, 664, 665, 667, 668, 672, 673, 674, 675, 676, 684, 690, 691, 692, 693, 694, 695, 696 |